# Louis Stevenson Kassel
Louis Stevenson Kassel foi um químico americano.
Conjuntamente com Rice e Ramsperger desenvolveram uma teoria que foi aperfeiçoada por Marcus, que em função destas foi laureado como Nobel de Química de 1992.